# Nällskär
Nällskär är ett skär i Åland (Finland). Det ligger i Skärgårdshavet och i kommunen Brändö i landskapet Åland, i den sydvästra delen av landet. Ön ligger omkring 67 kilometer nordöst om Mariehamn och omkring 220 kilometer väster om Helsingfors.
Öns area är 4,2 hektar och dess största längd är 410 meter i nord-sydlig riktning. Trakten är glest befolkad. Närmaste större samhälle är Brändö, 5,2 km öster om Nällskär.